# SK Jugoslavija

Vereinswappen

Der SK Jugoslavija (offizielle: Спортски клуб Југославија, Sportski klub Jugoslavija) war ein serbischer bzw. jugoslawischer Fußballverein aus der Hauptstadt Belgrad. Der Verein wurde 1913 als SK Velika Srbija (Спортски клуб Велика Србија, Sportski klub Velika Srbija) gegründet und gehörte zu den populärsten serbischen und jugoslawischen Clubs. Sie wurden Crveni („Die Roten“) genannt, aufgrund ihrer roten Trikots.
1919 fand die Namensänderung in SK Jugoslavija statt. 1945 wurde der Verein durch die neue kommunistische Führung aufgelöst. Sein Eigentum, einschließlich des Stadions und des Trainingsgeländes, sollte später dem neugegründeten Fußballverein Roter Stern Belgrad übergeben werden. Roter Stern erhielt sogar einige Spieler, die Clubfarben und auch das Vereinslogo leitete man vom SK Jugoslavija ab. Somit wurde Roter Stern praktisch aus dem SK Jugoslavija bzw. SK Velika Srbija heraus gebildet.

## Geschichte

### Entstehung
Als die Vereinsführung des Beogradski SK (BSK) beschloss, nach Österreich-Ungarn zu reisen, um dort ein Freundschaftsspiel gegen Hajduk Split auszutragen, sorgte diese Entscheidung bei einem Großteil der Mannschaft für Unverständnis. Seit der Annexion von Bosnien und Herzegowina durch die Doppelmonarchie 1908, die schließlich zur bosnischen Annexionskrise führte, verschlechterten sich die Beziehungen zwischen einem Teil der südslawischen Völker und der Führung der Habsburgermonarchie. Unzufrieden und aus Protest beschlossen daraufhin einige Spieler aus dem Verein auszutreten und einen eigenen Sportverein zu gründen. Angeführt wurden die Dissidenten von Danilo Stojanović, besser bekannt unter seinem Spitznamen Čika Daca, einem der größten Pioniere des serbischen Fußballs. Schließlich trafen sich die Spieler am 6. August 1913 in einem Belgrader Restaurant namens Kasino und gründeten den Fußballverein SK Velika Srbija.
Schnell stießen weitere Spieler zum Verein, sodass der SK Velika Srbija neben den ehemaligen Spielern des BSK auch aus Spielern andere Sportvereine bestand. Dazu gehörte die Spieler von SK Slavija, einem Sportverein aus dem Belgrader Vorort Vračar, mehrere Spieler vom FK Šumadija, dessen Gründung zuvor ebenfalls Danilo Stojanović durchgeführt hatte, sowie die drei tschechischen Spieler Edvard Mifek, Vencel Petrovický und Alojz Mahek. Das erste Spiel in der Vereinsgeschichte wurde ausgerechnet gegen den BSK ausgetragen, dem man sich vor etwa 1000 Zuschauern mit 0:2 geschlagen geben musste. Seinen ersten Erfolg feierte der SK Velika Srbija 1914, als sie den Olympiapokal gewannen, der erste organisierte Fußballwettbewerb im Königreich Serbien. Das Finale wurde am 11. Mai in Košutnjak ausgetragen, auf dem Spielfeld des BSK, wo sie den FK Šumadija durch zwei Tore von Alojz Mahek und eines durch Mileta Jovanović mit 3:1 besiegten.

### Ersten Weltkrieg und eigenes Stadion
Mit dem Beginn des Ersten Weltkriegs musste der Verein seine Tätigkeit bis zum Kriegsende einstellen. 1919 musste der Verein seinen Namen in SK Jugoslavija umändern. Das erste Nachkriegsspiel fand gegen eine Auswahl statt, die aus britischen Matrosen bestand und das man mit 9:0 gewinnen konnte. Dies war das erste Spiel des Vereins in roten Trikots, wodurch sie im Laufe der Zeit den Spitznamen Crveni („Die Roten“) erhielten. Bis dahin hatten sie grüne Trikots getragen. Das Spielfeld, auf dem die Begegnung zwischen SK Jugoslavija und dem britischen Team stattfand, wurde noch im selben Jahr renoviert und es erhielt einen neuen Fußballplatz sowie mehrere Tennisplätze.
Fortan erhielt es die Bezeichnung Trkalište. Es befand sich in der Nähe des Stadtzentrums, wurde jedoch 1925 abgerissen, nachdem der Verein ein neues Spielfeld erhalten hatte, das sich am Topčidersko brdo befand, genau dort, wo sich heute das Stadion Rajko Mitić befindet. Es hatte eine Kapazität für 30.000 Zuschauer und beinhaltete eine Leichtathletikanlage, einen Rasenplatz, einen Trainingsplatz und ein Klubhaus. Es wurde offiziell am 24. April 1927 eingeweiht. 1932 erhielt das Stadion ein eigenes Beleuchtungssystem. Das Spiel gegen den französischen Verein Racing Club de France am 22. Juni 1932 war das erste Spiel in Jugoslawien, das abends ausgetragen wurde. Während dieser Periode wurde der Verein 1924 und 1925 jugoslawischer Meister.

### Zweiter Weltkrieg und Enteignung
Nach der Okkupation Jugoslawiens durch die Achsenmächte im Jahr 1941 war der Verein gezwungen seine Namen in SK 1913 umzuändern. In den Jahren der faschistischen Besetzung wurde die jugoslawische Meisterschaft nicht ausgetragen, jedoch spielte der Verein in der serbischen Liga weiter, die von 1941 bis 1944 ausgetragen wurde. Der Verein konnte die Saison 1941/42 für sich entscheiden, während die beiden anderen der BSK gewann. Nach dem Zweiten Weltkrieg wurde der Verein von den neuen kommunistischen Behörden im Jahr 1945 aufgelöst und sein Eigentum, einschließlich des Stadions und des Trainingsgeländes, sollte später dem neugegründeten Sportverein Roter Stern Belgrad übergeben werden. Roter Stern erhielt sogar einige Spieler, die Clubfarben und sogar das Vereinslogo leitete man vom SK Jugoslavija ab. Somit wurde Roter Stern praktisch aus dem SK Jugoslavija bzw. SK Velika Srbija heraus gebildet. Allerdings betrachtete sich Roter Stern Belgrad nie selbst als Nachfolger von SK Jugoslavija, während einige andere, darunter zahlreiche Fans, dies behaupten und ein neues Gründungsdatum für Roter Stern in Betracht ziehen. Bis heute wird diese Vorgeschichte kontrovers diskutiert.

## Trainer
- Gyula Feldmann (1938–1939)

## Spieler
- Ljubiša Broćić (1929–1944)